# Elchin Asadov
Pour les articles homonymes, voir Asadov.
Elchin Asadov, né le 2 décembre 1987 à Fizuli, est un coureur cycliste azerbaïdjanais.

## Biographie
En 2021, il participe à la course en ligne des Jeux olympiques de Tokyo, où il est membre de l'échappée du jour.
Il arrête sa carrière le 25 avril 2023. Le 21 juillet 2023, à la suite d'un test effectué le 12 mars de la même année, il est suspendu un an pour un contrôle positif à l'Acétazolamide, soit jusqu'au 17 juillet 2024,.

## Palmarès
- 2012
  -  Champion d'Azerbaïdjan du contre-la-montre
  - 3e du championnat d'Azerbaïdjan sur route
- 2013
  -  Champion d'Azerbaïdjan du contre-la-montre
  - 3e du championnat d'Azerbaïdjan sur route
- 2014
  -  Champion d'Azerbaïdjan sur route
  -  Champion d'Azerbaïdjan du contre-la-montre
- 2015
  - 2e du championnat d'Azerbaïdjan du contre-la-montre
  - 2e du championnat d'Azerbaïdjan sur route
- 2016
  -  Champion d'Azerbaïdjan du contre-la-montre
  - 3e du championnat d'Azerbaïdjan sur route
- 2017
  -  Champion d'Azerbaïdjan du contre-la-montre
  - 7e étape du Tour du Maroc
  - 3e du Tour de Ribas
  - 3e du championnat d'Azerbaïdjan sur route[3],[4]
- 2018
  -  Champion d'Azerbaïdjan du contre-la-montre
  - 3e du championnat d'Azerbaïdjan sur route
- 2019
  -  Champion d'Azerbaïdjan sur route
  -  Champion d'Azerbaïdjan du contre-la-montre
  - 1re étape du Tour de la Péninsule
  - 3e du Tour de Kayseri
- 2020
  - 3e du Grand Prix Velo Erciyes
- 2022
  -  Champion d'Azerbaïdjan du contre-la-montre

## Classements mondiaux
| Année                                 | 2007  | 2008 | 2009 | 2010 | 2011 | 2012 | 2013 | 2014 | 2015 | 2016 | 2017 | 2018 | 2019 | 2020  | 2021 | 2022 |
| ------------------------------------- | ----- | ---- | ---- | ---- | ---- | ---- | ---- | ---- | ---- | ---- | ---- | ---- | ---- | ----- | ---- | ---- |
| Classement mondial                    |       |      |      |      |      |      |      |      |      | 761e | 482e | 659e | 206e | 1006e | nc   | 506e |
| UCI Europe Tour                       | 1351e | nc   | nc   | nc   | nc   | 268e | 512e | 282e | 431e | 479e | 366e | 396e | 172e | 782e  | nc   | 403e |
| UCI Asia Tour                         | nc    | nc   | nc   | nc   | nc   | nc   | 199e | 309e | nc   | nc   | 205e | nc   | nc   | nc    | nc   | nc   |
| UCI Africa Tour                       | nc    | nc   | nc   | nc   | nc   | nc   | nc   | nc   | nc   | nc   | 187e | nc   |      |       |      |      |
|                                       |       |      |      |      |      |      |      |      |      |      |      |      |      |       |      |      |
| Légende : nc = non classéSource : UCI |       |      |      |      |      |      |      |      |      |      |      |      |      |       |      |      |